# Przełęcz pod Kopą (Góry Opawskie)
Przełęcz pod Kopą  (również Przełęcz Mokra) – przełęcz o wysokości 707 m n.p.m. w południowo-zachodniej Polsce, w Sudetach Wschodnich, w Górach Opawskich (czes. Zlatohorská vrchovina) na granicy z Czechami.

## Charakterystyka
Przełęcz położona jest na obszarze Parku Krajobrazowego Góry Opawskie w środkowej części pasma, około 3,5 km na południe od centrum miejscowości Jarnołtówek.
Stanowi ona wyraźne, rozległe obniżenie, głęboko wcinające się w środkową część grzbietu Gór Opawskich o niesymetrycznych i stromo nachylonych skrzydłach oraz średnio stromych podejściach. Oś przełęczy przebiega na kierunku N-S. Przełęcz oddziela górę Biskupia Kopa (czes. Biskupská kupa), położoną po północno-zachodniej stronie od Srebrnej Kopy (czes. Velká Stříbrná), położonej po północno-wschodniej stronie. Podłoże przełęczy tworzą skały osadowe pochodzenia morskiego, głównie piaskowce, mułowce z otoczakami oraz łupki. Najbliższe otoczenie przełęczy porośnięte jest lasem świerkowym regla dolnego z niewielką domieszką drzew liściastych. W dolnej części przełęczy po południowej stronie położona jest czeska miejscowość Petrovice, a po północnej miejscowość Jarnołtówek. Przed 1945 przełęcz miała strategiczne znaczenie i stanowiła naturalną drogą wyjścia na południe. Na przełęczy znajduje się węzeł szlaków turystycznych oraz skrzyżowanie ścieżek i dróg leśnych, jedna z nich prowadzi od schroniska „Pod Biskupią Kopą”.

## Turystyka
Do przełęczy i przez nią przebiegają szlaki turystyczne:
 Głuchołazy – szczyt Przednia Kopa – szczyt Parkowa Góra – Podlesie – Jarnołtówek – szczyt Biskupia Kopa – Przełęcz pod Kopą (Mokra) – szczyt Srebrna Kopa – Przełęcz pod Zamkową Górą – Zamkowa Góra – szczyt Szyndzielowa Kopa – Pokrzywna – Wieszczyna – góra Długota – Dębowiec – góra Kobylica – Sanktuarium św. Józefa w Prudniku-Lesie – góra Kozia Góra – Prudnik;
 Jarnołtówek – Bukowa Góra – szczyt Piekiełko – góra Biskupia Kopa – Przełęcz pod Kopą – góra Srebrna Kopa – Przełęcz Pod Zamkową Górą – Zamkowa Góra – Pokrzywna;
Na stronę czeską odbiega stara ścieżka, którą wędrowali pierwsi turyści,
oraz ścieżka rowerowa na trasie:
 Nowa Wieś – Pokrzywna – Zamkowa Góra – Przełęcz pod Zamkową Górą – góra Srebrna Kopa – Przełęcz pod Kopą – góra Piekiełko – Jarnołtówek.

## Ciekawostki
- W pobliżu przełęczy znajdują się resztki murów niewiadomego pochodzenia ułożone z kamienia.
- Druga nazwa Przełęcz Mokra pochodzi od warunków podłoża w jakich jest położona, ponieważ teren przełęczy jest podmokły.
- Przez przełęcz w przeszłości odbywały się wyprawy husytów.
- Po II wojnie światowej przez górę, wzdłuż granicy państwowej do lat 90. XX wieku prowadził szeroki zaorany pas graniczny[2].
- W pobliżu przełęczy aresztowany został Józef Gałuszewski, który uczestniczył w ucieczce żołnierzy ze strażnicy WOP w Pokrzywnej w 1951.